# ديلون سميت
ديلون سميت (بالإنجليزية: Dillon Smit)‏ هو لاعب اتحاد الرغبي جنوب أفريقي، ولد في 11 ديسمبر 1992 في بيثال ‏ في جنوب أفريقيا.